# Aikido Toho Iai
 Der er for få eller ingen kildehenvisninger i denne artikel, hvilket er et problem. Du kan hjælpe ved at angive troværdige kilder til de påstande, som fremføres i artiklen.

Aikido Toho Iai er grundlagt af Shoji Nishio for at fremme forståelsen af sammenhængen mellem aikido og brugen af sværd, kaldet (iaito).

## Historie
Tekst mangler, hjælp os med at skrive teksten

## Stil
Stilen består af iaido-lignende kata, hvoraf de fleste direkte kan relateres til specifikke aikidoteknikker. Der trænes også partnerøvelser af typen ken-tai-ken (sværd mod sværd) og ken-tai-jo (sværd mod stav), hvor sværdet dog er i form af en bokken.
Disse øvelser er også en del af aikido-pensum og er således med til at integrere de to discipliner.
I mange år har Danish Aikikai arrangeret undervisningslejre hvert år i påskeferien. Siden 2002 har underviseren været Takao Arisue, der er 7. dan i både aikido og aikido toho iai.

## Teknikker
Der er i dag 15 kata. I den første læres basal brug af sværdet, de næste 13 relateres til aikido teknikker, som det fremgår af nedenstående liste. I den sidste forestiller man sig, at der er en genstand placeret på et lille bord, der så skæres midt over. Det er meget ceremonielt, og er med for at bevare en forbindelse til traditionerne omkring det japanske sværd.[kilde mangler]
| 1  | Shohattō      | 初発刀     | basal brug af sværdet          | Eishin Ryū chiburi |
| 2  | Uke nagashi   | 受け流し   | Ikkyō                          | Eishin Ryū chiburi |
| 3  | Ushiro kiri   | 後ろ切り   | Kaiten-nage                    | Eishin Ryū chiburi |
| 4  | Zengo kiri    | 前後切り   | Ai-hanmi shihō-nage            | Eishin Ryū chiburi |
| 5  | Sayū kiri     | 左右切り   | Gyaku-hanmi shihō-nage         | Eishin Ryū chiburi |
| 6  | Tsuka osae    | 柄押え     | Gyaku-hanmi katate-tori nikkyō | Eishin Ryū chiburi |
| 7  | Tekubi osae   | 手首押え   | Ai-hanmi katate-tori nikkyō    | Eishin Ryū chiburi |
| 8  | Kawashi tsuki | 躱し突き   | Tsuki sankyō                   | Eishin Ryū chiburi |
| 9  | Tsuke komi    | 付け込み   | Tsuki kote-gaeshi              | Katori Ryū chiburi |
| 10 | Tsume         | 詰め       | Irimi-nage                     | Katori Ryū chiburi |
| 11 | Sanpō         | 三方       | Sankyō                         | Katori Ryū chiburi |
| 12 | Shihō         | 四方       | Men-uchi shihō-nage            | Katori Ryū chiburi |
| 13 | Nuki awase    | 抜き合わせ | Gokyō                          | Katori Ryū chiburi |
| 14 | Todome        | 留め       | Yonkyō                         | Suio Ryū chiburi   |
| 15 | Suemono       | 据物       | skære et liggende object       | Eishin Ryū chiburi |

## Graduering
Man kan, i lighed med øvrige moderne budo-discipliner, opnå dangrader (sort bælte) inden for aikido toho iai. Dette administreres af organisationen Aikido Toho Iai Kenkyukai, hvis danske gren er Danish Aikikai.